# 禪定
禪定，或稱禪觀，即是禪那，簡稱禪，漢傳佛教的譯詞。簡稱為「禪」的禪那是音譯，「定」是禪那的意譯，因此「禪定」是音義並舉的梵漢合體譯詞。
禪宗將禪視為修悟佛性的方法，亦作為奢摩他定、觀慧的通稱。

## 辨義
梵語有七個名詞皆與漢譯佛典之「定」有關，但它們之間有細微不同。這七名詞分別為：三摩地/三昧（Samādhi）、三摩鉢底（Samāpatti）、三摩呬多（Samāhita）、馱演那（Dhyāna，又譯禪那）、奢摩他（Śamatha）、現法安樂（Dṛṣṭa-dharma-sukha-vihāra）、質多醫迦阿羯羅多（Cittaikāgratā，心一境性）等。
在印度佛教傳統中，禪那與三昧各有其定義，不會被混淆。據《大毘婆沙論》，禪那專指色界四禪；三摩地則涵蓋所有類型的定境。換言之，印度佛教認為，只要心不散亂，制心一處，都可以稱為三昧。在一切三昧境界中，佛教特別重視的是能作為正觀與斷結基礎的定，也就是四種色界的禪定境界，稱為禪那。
在漢譯佛典的譯語中，禪定多半是指禪那，如禪定波羅蜜，對譯dhyāna pāramī。另外，禪定一詞也可能用來對譯pratisaṃlāna，這是指禪坐、打坐、燕坐。

## 修行
人要透過佛教行法、修行、讀經，了解現象世界是眾生一念無明愛染心五毒所造，慢慢修行才能走向覺悟，詳見龍樹菩薩大智度論裡頭有寫佛教修行方式。
《楞嚴經》中提到在修定的過程中可能會遇到種種奇境，或許是隨禪定功夫（定功）深入而漸得的神通。

### 三昧
- 三昧（Samādhi），梵文稱三摩地，意為等持，只要心不散亂，專注於所緣境，皆可稱為三摩地[6]。
- 三摩鉢底（Samāpatti），意為等至，指心至平和之境，範圍較三摩地為廣，包含一切有心定、無心定、甚至片刻的定心。三摩半那（samāpanna）則指已入定中[7]。
- 三摩呬多（Samāhita），意為等引，指攝心至於安定平和之境[8]。
- 心一境性（Cittaikāgratā）。[9][10]

### 禪那
- 禪那（Dhyāna），與三昧（Samādhi）兩者的分別在於，禪那的範圍窄而定的範圍寬。禪那專指色界以上的四種禪境界，而欲界諸定因智慧狹小，不能稱為禪[11]。佛陀與其弟子多以四禪力證入涅槃。
- 奢摩他（Śamatha，又譯為舍摩他、奢摩陀、舍摩陀），意思是止、寂靜、能滅等。止息一切雜念、止息諸根惡不善法，所以能夠熄滅一切散亂煩惱。

- 以四禪為基礎，遠離妄想，身心寂滅，安住在現前的法樂之中，就是現法安樂，或稱現法樂住（梵：Dṛṣṭadharmasukhavihāra，巴：Diṭṭhadhammasukhavihārā）。

## 禪定的層次
- 欲界禪定
  - 粗心住
  - 细心住
  - 欲界定
  - 未到地定

- 色界禪定

- - 初禪（離生喜樂）
  - 二禪（定生喜樂）
  - 三禪（離喜妙樂）
  - 四禪（捨念清淨）

- 無色界禪定
  - 空無邊處定
  - 識無邊處定
  - 無所有處定
  - 非想非非想處定

- 滅盡定（想、知滅盡）

## 禪定的種類
法華玄義卷四上記載禪可以分為世間禪、出世間禪、出世間上上禪等三種禪。
- 世間禪：凡夫禪、外道禪。
  - 根本味禪：十二門禪，合四禪、四無量心、四無色定為十二門禪。
  - 根本淨禪：此分三品:六妙法門、十六特勝、通明禪。

- 出世間禪：小乘禪、大乘禪、金剛乘禪、最上乘禪（祖師禪）（如來清淨禪）、如來禪。
  - 觀禪：有五停心觀、九想觀（不淨觀）、四念處、八背捨、十遍處等觀修的禪法。
  - 煉禪：依「九次第定」的順序練習，由入初禪開始，次第入二、三、四禪、四無色定，乃至滅盡定。
  - 薰禪：即「獅子奮迅三昧」。從初禪至滅盡定後，再從最後起，回入四空、四禪、初禪，猶如獅子不但能奮迅而去，也能奮迅而歸，進退自在。
  - 修禪：即「超越三昧」。從初禪至滅盡定，由滅盡定還入初禪，再入滅盡定，再還入二禪、三禪等等。入這一三昧，定力、觀力更為明利，能隨意超越遠近，出入自在。

- 出世間上上禪：即九種大禪。
  - 一切禅：能得自化化他一切之功德，故名為一切。
  - 自性禅：所修之禪，觀心之實相，於外不求，故名為自性。
  - 難禪：為深妙難修之禪，故名為難。
  - 一切門禪：一切之禪定，皆由此門出，故名為一切門。
  - 善人禪：大善根之眾生所共修，故名為善人。
  - 一切行禪：大乘一切之行法無不含攝，故名為一切行。
  - 除煩惱禪：除滅眾生之苦惱，故名為除煩。
  - 此世他世樂禪：能使眾生悉得二世之樂，故名為此世他世樂禪。
  - 清淨淨禪：惑業斷盡，得大菩提之淨報，故名為清淨，但清淨之相亦不可得，故重曰淨，稱為清淨淨禪。

## 禪定的姿勢
禪定可以用各種不同的姿勢與結手印來修練，佛教將其分成行、住、坐、臥四者，其中又以坐禪为传统并最为流行。
- 行姿
- 住姿
- 坐姿
  - 單跏趺坐：俗称单盘。
  - 雙跏趺坐：最常见的禅坐姿势，俗称双盘、莲花坐。
    - 如意坐：左脚在上，俗称方便坐。
    - 金刚坐：右脚在上，俗称吉祥坐。

  - 散盘：
    - 至善坐
    - 缅甸坐

- 臥姿
  - 獅子臥
  - 吉祥臥

- 手印
  - 禪定印

## 漢傳發展
中國禪宗所說禪的意義就是在心得決定中產生無上的智慧，以無上的智慧來印證，證明一切事物的真如實相的智慧，這叫作禪定。
《六祖坛经·坐禅品第五》：外离相即禅，内不乱即定。外禅内定，是为禅定。
《六祖壇經講話·坐禪品》：“禪定者，外在無住無染的活用是禪，心內清楚明了的安住是定，所謂外禪內定，就是禪定一如。對外，面對五欲六塵、世間生死諸相能不動心，就是禪；對內，心裏面了無貪愛染著，就是定。參究禪定，那就如暗室放光了！”
對上根利智者而言，禪定並無一定之形式。所謂:「行亦禪，坐亦禪，語默動靜體安然。」「十字街頭好參禪。」「如來於二六時中常起觀照。」只要念念覺照，當下「一念清淨一念佛，念念清淨念念佛。」，「不怕念起只怕覺遲」，時時刻刻保任，修無修修，行無行行，修一切善而不執著所修之善，斷一切惡且故不為一切惡所縛，當下這念心便是歸於中道。

### 禪定與禪宗
一般調養身心為主的數息禪坐、安般禪定並不等於禪宗，因為禪宗雖然也鼓勵參禪、或修打坐禪定，以先期調適身心，但是更重視般若智慧的開悟，並且明白的說世間禪定並不能讓人解脫生死的煩惱。佛教將禪定分成世間定與出世間定二者。世間定，亦即四禪八定，這是任何外道、凡夫甚至畜生道眾生都可能達到的境界。已能進入四禪八定的眾生，經由修學可能會得到一些神奇的能力，也就是神通，也可以暫時止息身處五濁惡世欲界的種種身心痛苦。但是一旦定力散失，離開定境，很快又回到世間煩惱中。
因此佛教並不專注於世間禪定的修練，而是將世間禪定當成追求解脫的輔助方法之一，最終目的在於追求能究竟解脫一切世間煩惱的出世間定：「解脫無明與無始無明煩惱」。
六祖大師指導別人時曾說：“指授即无，惟论见性，不论禅定解脱。”禪宗目的不是禪定。 如枯木一般的枯心靜坐乃至滅盡定，禪宗都不給予肯定。古訓“死水不養蛟龍”者是。